# نادي ود نوباوي
نادي ود نوباوي الرياضي هو نادي كرة قدم سوداني من مدينة أم درمان تأسس عام 1944. ويقع في حي ود نوباوي. يلعب حالياً في الدوري السوداني الممتاز.